# Great Ganilly
Great Ganilly (kornisch: Guen Hily) gehört zu den östlichen Inseln der Scilly-Inseln. Die etwa 13 Hektar große, unbewohnte Insel liegt an ihrer höchsten Stelle etwa 34 m über dem Meeresspiegel. Auf der Insel befinden sich zwei bronzezeitliche Cairns.